# Warlencourt British Cemetery
Warlencourt British Cemetery is een Britse militaire begraafplaats met gesneuvelden uit de Eerste Wereldoorlog, gelegen in de Franse plaats Warlencourt-Eaucourt (Pas-de-Calais) en ligt 650 m ten zuidoosten van het dorpscentrum. De begraafplaats werd ontworpen door Edwin Lutyens en wordt onderhouden door de Commonwealth War Graves Commission. Het terrein heeft een rechthoekig grondplan met een oppervlakte van 10.300 m² en is aan drie zijden omgeven door een beukenhaag. Aan de straatzijde wordt ze begrensd door een bakstenen muurtje. De toegang bestaat uit een bakstenen gebouw in de vorm van een triomfboog met zijdelingse doorgangen en zuilen. Het Cross of Sacrifice staat centraal aan de tegenoverliggende zijde. Aan de noordoostelijke zijde staat centraal de Stone of Remembrance. 
Er worden 3.505 doden herdacht waarvan 1.823 niet meer geïdentificeerd konden worden.

## Geschiedenis
De omgeving van Warlencourt-Eaucourt was in 1916 het toneel van hevige gevechten. Het dorp werd in oktober door de 47th (London) Division ingenomen. De Butte de Warlencourt (een prehistorische grafheuvel met een hoogte van 17 m) werd door verschillende divisies aangevallen maar werd pas door de Duitse troepen op 27 februari 1917 uit handen gegeven bij hun terugtrekking tot de Hindenburglinie. Tijdens het Duitse lenteoffensief in maart 1918 kwam dit gebied even in hun handen maar op 25 augustus 1918 werd het door de 42nd (East Lancashire) Divisie definitief veroverd. 
De begraafplaats werd eind 1919 aangelegd met graven die verzameld werden uit enkele kleinere begraafplaatsen en de slagvelden rond Warlencourt en Le Sars. Dertig graven uit Hexham Road Cemetery in Le Sars werden naar hier overgebracht. 
Voor 55 slachtoffers werden Special Memorials opgericht omdat hun graven niet meer gelokaliseerd konden worden en men aanneemt dat ze zich onder de naamloze graven bevinden. Vijftien gesneuvelden die oorspronkelijk begraven waren in Hexham Road Cemetery maar waar hun graven door artillerievuur werden vernietigd, worden hier herdacht met een Duhallow Block.
Er worden nu 2.817 Britten, 4 Canadezen, 477 Australiërs, 79 Nieuw-Zeelanders, en 128 Zuid-Afrikanen herdacht. Er liggen ook 2 onbekende Franse soldaten begraven.

## Graven

### Onderscheiden militairen
- Donald Forrester Brown, was sergeant bij het 2nd Bn. Otago Regiment, New Zealand Expeditionary Force. Hij ontving postuum het Victoria Cross (VC) voor zijn moedig optreden tijdens een risicovolle actie bij het veroveren van een vijandelijk mitrailleurnest. Hij was 26 jaar toen hij sneuvelde op 1 oktober 1916 tijdens het terugtrekken van de vijand. Hij was de eerste Nieuw-Zeelandse soldaat aan het Westfront die deze onderscheiding ontving.
- de kapiteins Albert Rober Case, John McIntyre en Laurence Guy Holt en de onderluitenants C.H.H. Roberts en William Patrick Healy werden onderscheiden met het Military Cross (MC).
- onderluitenant William Harold McMullen; compagnie sergeant-majoor James Wilkie Leighton Stewart; de sergeanten J.C. Hilson, F.C. Morel en Abel Samuel Skinner; de korporaals Charles Frederick Pardoe en Leslie Sneyd en soldaat Frank Murton werden onderscheiden met de Distinguished Conduct Medal (DCM).
- er zijn 21 militairen die de Military Medal (MM) ontvingen. Korporaal John Felix Mills ontving deze onderscheiding tweemaal (MM and Bar).

### Minderjarige militairen
- Eric Matthew T. Batstone, soldaat bij het London Regiment was 16 jaar toen hij op 7 oktober 1916 sneuvelde.
- de soldaten John Blampied, R.M.T Childs, C. Crocker, W.J. Payne en Joseph Swan waren 17 jaar toen ze sneuvelden.

### Aliassen
- soldaat James Swigciski diende onder het alias J. Stemp bij de Australian Infantry, A.I.F..
- soldaat Peter J. Theiss diende onder het alias P.J. Tyson bij de Australian Infantry, A.I.F..
- soldaat Bernard Hershorn diende onder het alias F. Bernard bij de Australian Infantry, A.I.F..
- soldaat Arthur Simpson Nicholls diende onder het alias A.S. Neville bij de Australian Infantry, A.I.F..
- soldaat William Henry Quinn diende onder het alias William Henry bij de Australian Pioneers.
- soldaat John William Kirk diende onder het alias J.W. Cleeve bij het Bedfordshire Regiment.